# グループラヴ

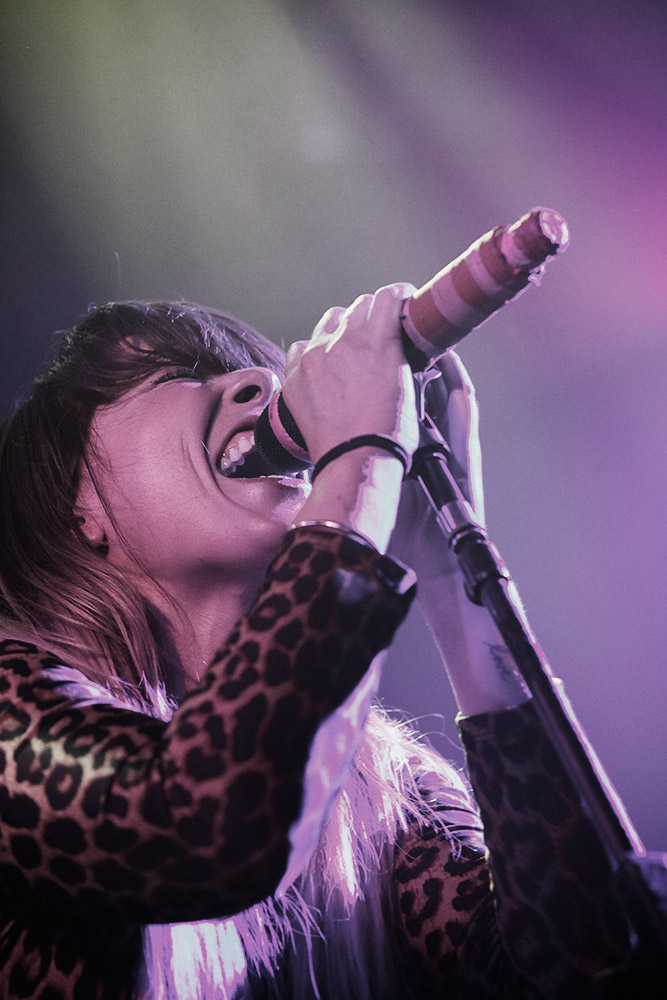
グループラヴのハンナ・フーパー（2013年）

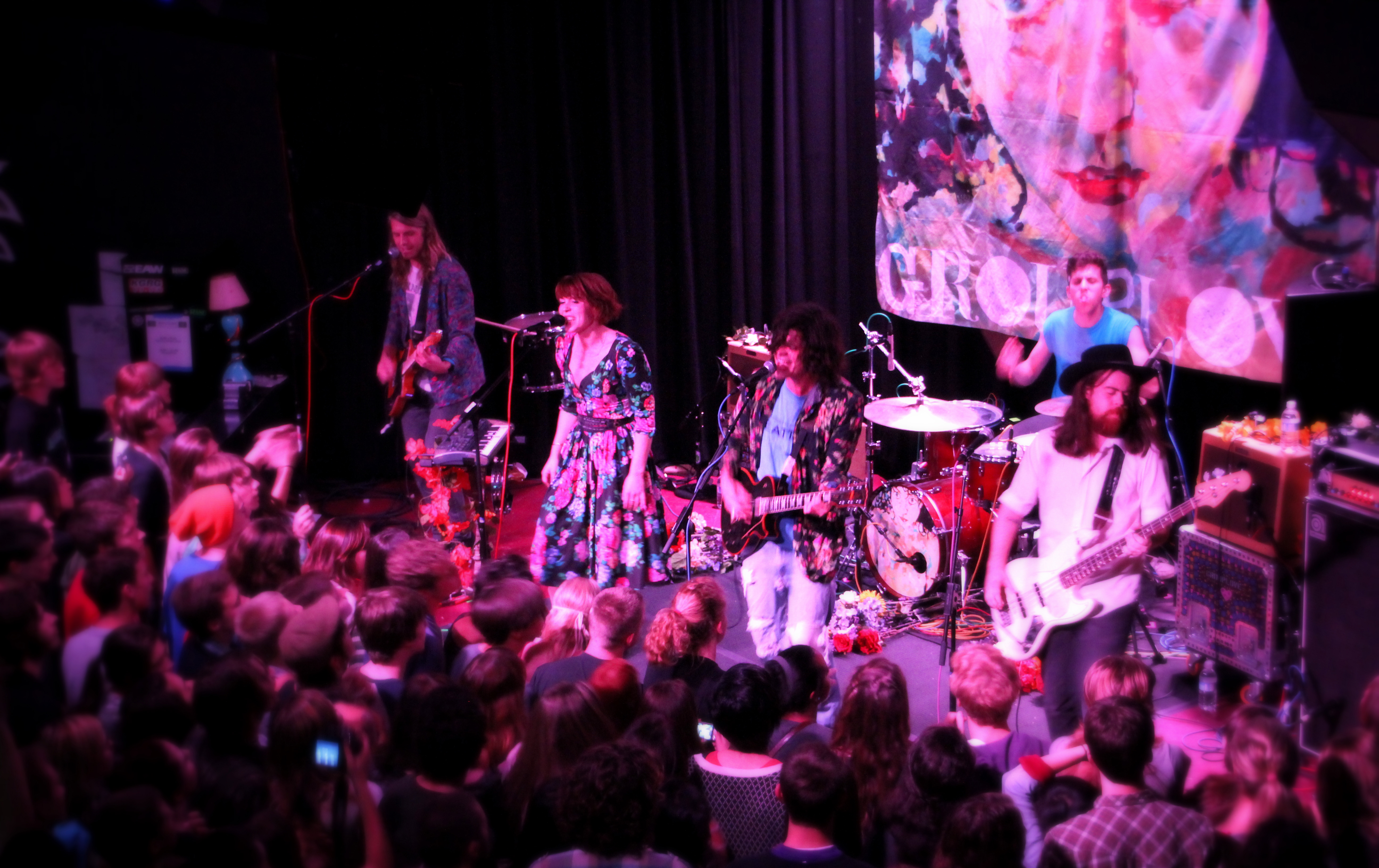
グループラヴ（2011年）

グループラヴ（Grouplove）は、アメリカ合衆国ロサンゼルス出身のインディー・ロック・バンド。2009年に結成された。

## 経歴
2011年、アルバム『ネヴァー・トラスト・ア・ハッピー・ソング』でデビュー。シングル曲「Tongue Tied」がAppleの携帯端末iPod touchのテレビCMに起用され話題となる。日本においても例外ではなく、SUMMER SONIC 2012に出演し、成功を収めている。
2013年、2作目のアルバム『スプレッディング・ルーマーズ』をリリース。
2016年、3作目のアルバム『ビッグ・メス』をリリース。
2020年、4作目のアルバム『ヒーラー』をリリース。

## メンバー

### 現在のメンバー
- クリスチャン・ズッコーニ (Christian Zucconi) – ボーカル、ギター (2009年– )
- ハンナ・フーパー (Hannah Hooper) – ボーカル、キーボード (2009年– )
- アンドリュー・ウェッセン (Andrew Wessen) – ギター、バック・ボーカル (2009年– )
- ダニエル・グリーソン (Daniel Gleason) – ベース (2014年– )
- ベンジャミン・ホモラ (Benjamin Homola) – ドラム (2017年– )

### 旧メンバー
- ショーン・ガッド (Sean Gadd) – ベース、バック・ボーカル (2009年–2014年)
- ライアン・ラビン (Ryan Rabin) – ドラム、各種楽器 (2009年–2017年)

## ディスコグラフィ

### アルバム
- 『ネヴァー・トラスト・ア・ハッピー・ソング』 - Never Trust a Happy Song (2011年)
- 『スプレッディング・ルーマーズ』 - Spreading Rumours (2013年)
- 『ビッグ・メス』 - Big Mess (2016年)
- 『ヒーラー』 - Healer (2020年)
- This Is This (2021年)

### EP
- Grouplove EP (2010年)
- Little Mess EP (2017年)

## 来日公演
- 2012年
  - 8月18日 千葉 幕張メッセ - SUMMER SONIC TOKYO
  - 8月19日 大阪 舞洲スポーツアイランド - SUMMER SONIC OSAKA